# Sofija Rušnov
Sofija Rušnov r. Žinić (1819. - ?) je bila hrvatska pjesnikinja.
Bila je hrvatska preporoditeljica. Okupljala se s drugim obrazovanim srčanim domoljubnim ženama u domu poznatog ilirca koji je preveo Miltona i Shakespearea, Ivana Krizmanića.
Pisala je angažiranu, domoljubnu i prigodnu poeziju. Radovi su joj zabilježeni u prvim hrvatskima književnim časopisima.